# Beam vs. Cyrus
Beam vs. Cyrus – niemiecki zespół muzyki elektronicznej, w którego skład wchodzą Cyrus Sadeghi-Wafa i Michael Urgacz.

## Dyskografia

### Albumy studyjne
| Rok  | Dane dot. albumu                                                                                                  |
| ---- | --- |
| 2003 | Lifestyle - Wydany: 2 czerwca 2003 - Wytwórnia: Capitol Music - Format: CD, 2×płyta gramofonowa, digital download |

### Single
| Rok                            | Tytuł                                  | Najwyższe pozycje na listach | Najwyższe pozycje na listach | Najwyższe pozycje na listach | Najwyższe pozycje na listach |
| Rok                            | Tytuł                                  | GER                          | AUT                          | DNK                          | NLD                          |
| ------------------------------ | -------------------------------------- | ---------------------------- | ---------------------------- | ---------------------------- | ---------------------------- |
| 1999                           | „Launch in Progress” (& The Joker)     | 63                           | –                            | –                            | –                            |
| 2000                           | „Thunder in Paradise”                  | 82                           | –                            | –                            | –                            |
| 2001                           | „Take This Sound (Out of My Head)”     | 76                           | –                            | –                            | –                            |
| 2001                           | „Lifestyle”                            | 44                           | 61                           | –                            | –                            |
| 2002                           | „All Over the World”                   | 41                           | 60                           | –                            | –                            |
| 2003                           | „U Can’t Touch This” (feat. MC Hammer) | 22                           | 25                           | 12                           | 81                           |
| „–” pozycja nie była notowana. |                                        |                              |                              |                              |                              |

### Teledyski
| Rok  | Tytuł                 |
| ---- | --------------------- |
| –    | „Launch in Progress”  |
| 2000 | „Thunder in Paradise” |
| 2001 | „Lifestyle”           |
| –    | „All Over the World”  |
| 2003 | „U Can’t Touch This”  |